# Maria Vicenta Mestre Escrivà
Maria Vicenta Mestre Escrivà (Oliva, 1956), coneguda com a Mavi Mestre, és la rectora de la Universitat de València des de març de 2018, primera dona en arribar a este càrrec en la història d'esta institució. Catedràtica de Psicologia Bàsica, ha format part dels equips de govern de l'anterior rector Esteban Morcillo.
Mavi Mestre va nàixer a Oliva al si d'una família dedicada a l'activitat agrícola. Va cursar els seus estudis en l'institut Gregori Maians de la seua ciutat natal i va aconseguir una beca salari per a estudiar en la Universitat de València. En 1978 va obtenir la llicenciatura en Filosofia i Ciències de l'Educació, en les especialitats de Psicologia i de Ciències de l'Educació. A més, va ser distingida amb el Premi Nacional als millors becaris i amb el Premi Extraordinari de Llicenciatura. Doctora en Psicologia per la Universitat de València, en 1981, va obtenir també el Premi Extraordinari de Doctorat.
Casada i mare de dues filles, Mavi Mestre sempre ha defensat la importància de la conciliació entre la vida personal i familiar amb les activitats professionals, i ha treballat contra les bretxes que han imposat sostres de vidre a la incorporació de la dona a l'activitat professional.
Des de l'1 de setembre de 2022, és la presidenta de la Xarxa Vives d'Universitats.

## Activitat docent
Va començar la seua trajectòria docent en la Universitat de València en 1978 com a professora contractada fins que va accedir a una plaça de professora titular en 1986. Des de 2001 és catedràtica de Psicologia Bàsica. La seua activitat docent se centra en matèries dedicades a l'estudi de la família i d'adolescents en risc d'exclusió social, que imparteix en titulacions de grau i màster de la Facultat de Psicologia de la Universitat de València, però també en altres universitats espanyoles i estrangeres. Té reconeguts sis quinquennis docents.

## Activitat investigadora
En la seua vessant investigadora destaca, entre altres projectes, per dirigir com a investigadora principal el grup ISIC (Institutos Superiores de Investigación Cooperativa) sobre enfortiment personal, inclusió social i qualitat de vida, dins del programa per a la creació i enfortiment de xarxes d'investigació d'excel·lència. Dins del programa PROMETEO d'excel·lència científica ha dirigit un projecte sobre ‘Factors de protecció i de vulnerabilitat en l'adolescència davant de l'agressivitat i el consum de drogues: Un estudi longitudinal i transcultural', coordinat amb la Universitat de Missouri i el CONICET de Buenos Aires (2011-2014). En l'actualitat, i dins del programa PROMETEU II, dirigeix el projecte Competència Socioemocional i Personal com a Prevenció de la Conducta Desadaptada: una Proposta d'Avaluació i Intervenció.
És autora de més 160 articles en revistes nacionals i internacionals, la majoria indexades en el Science citation index i amb elevats factors d'impacte en el camp de la psicologia. Ha publicat 23 llibres i 49 capítols de llibre en editorials espanyoles i estrangeres, i ha dirigit 19 tesis doctorals. Té reconeguts sis sexennis d'investigació.

## Gestió acadèmica
Sempre ha defensat i fomentat, en primera persona, l'accés de les dones als càrrecs de responsabilitat i la conciliació de la vida professional i familiar amb les activitats professionals. És membre del Claustre i ha estat secretària del Departament de Psicologia Bàsica (1994-1998), vicedegana de la Facultat de Psicologia (2001-2002), degana de la Facultat de Psicologia (2002-2006) i vicerectora d'Estudis (2006-2010) i vicerectora d'Ordenació Acadèmica, Professorat i Sostenibilitat de la Universitat de València (2010-gener 2018). En l'àmbit estatal, és secretària executiva de la Comissió Sectorial d'Assumptes Acadèmics i de la de Sostenibilitat de la Conferència de Rectors de les Universitats Espanyoles (CRUE).
Des de l'1 de setembre de 2022, és la presidenta de la Xarxa Vives d'Universitats, institució acadèmica que representa i coordina l’acció conjunta de 22 universitats.

## Impuls a programes singulars
És directora i impulsora del Programa MOTIVEM, que comprèn una escola de formació del professorat, i que té per objectiu potenciar la generació d'idees emprenedores en equip per part de l'alumnat, per a motivar-los i fomentar l'esperit emprenedor i la creació de noves empreses per part dels titulats universitaris.
Dirigeix la Unitat per a la Integració de Persones amb Discapacitat de la Universitat de València, que vetla pel principi d'igualtat d'oportunitats i coordina tots els programes d'atenció a les persones amb necessitats especials derivades d'una condició de discapacitat.